# Бела краљица
Бела краљица (енгл. The White Queen) је британска историјско-драмска мини-серија за BBC One. Темељи се на серијалу романа Родбински ратови (Бела краљица, Црвена краљица и Ричардова краљица) Филипе Грегори.
Приказује радњу иза ратова ружа, као и причу о женама које су учествовале у дугом сукобу за круну Енглеске. Почиње 1464. када је нација у рату већ девет година, борећи се око тога ко је законити краљ, док се две стране исте породице — Јорк и Ланкастер — боре за престо. Прича прати три жене — Елизабету Вудвил, Маргарет Бофорт и Ану Невил — које манипулишу догађајима иза кулиса с циљем стицања моћи. Елизабета Вудвил је протагонисткиња романа Бела краљица, док се Маргарет Бофорт и Ана Невил приказују у роману Црвена краљица и Ричардова краљица.

## Улоге

### Главне
| Глумац           | Улога                    |
| ---------------- | ------------------------ |
| Џулијет Обри     | Ана Бичам                |
| Верле Батенс     | Маргарета Анжујска       |
| Анајрин Барнард  | Ричард Јорк              |
| Лео Бил          | Реџиналд Бреј            |
| Емили Барингтон  | Џејн Шор                 |
| Ешли Чарлс       | Дејвид Кејн / Црна Манта |
| Артур Дарвил     | Хенри Стафорд            |
| Шон Дули         | Роберт Бракенбери        |
| Ребека Фергусон  | Елизабета Вудвил         |
| Џејмс Фрејн      | Ричард Невил             |
| Керолајн Гудол   | Сесили Невил             |
| Ендру Гауер      | Џорџ Стенли              |
| Руперт Грејвс    | Томас Стенли             |
| Аманда Хејл      | Маргарет Бофорт          |
| Макс Ајронс      | Едвард Јорк              |
| Мајкл Џен        | др Луис                  |
| Бен Лем          | Ентони Вудвил            |
| Мајкл Малони     | Хенри Стафорд            |
| Мајкл Маркус     | Хенри Тјудор             |
| Феј Марсеј       | Ана Невил                |
| Фреја Мавор      | Елизабета од Јорка       |
| Лизи Макинерни   | леди Сатклиф             |
| Том Макај        | Џаспер Тјудор            |
| Џенет Мактир     | Жакота Луксембуршка      |
| Дејвид Оукс      | Џорџ Плантагенет         |
| Ив Понсонби      | Марија Вудвил            |
| Роберт Пју       | Ричард Вудвил            |
| Франсес Томелти  | Маргарет Бошан од Блетса |
| Еленор Томлинсон | Изабела Невил            |
| Руперт Јанг      | Вилијам Херберт          |

### Споредне
| Глумац             | Улога                  |
| ------------------ | ---------------------- |
| Дејвид Шели        | Хенри Ланкастер        |
| Хју Мичел          | Ричард Велс            |
| Николас Фаг        | Томас Греј             |
| Ото Фарант         | Томас Греј             |
| Руди Гудман        | Ричард Греј            |
| Дин-Чарлс Чапман   | Ричард Греј            |
| Оскар Кенеди       | млади Хенри Тјудор     |
| Џои Бејти          | Едвард од Вестминстера |
| Елинор Кроли       | Сисили од Јорка        |
| Сани Ашборн Серкис | Едвард Јорк            |

## Епизоде
| Бр. еп. | Наслов                  | Редитељ    | Сценариста     | Премијера        | Гледаност у Уједињеном Краљевству (милиони) |
| --- | ----------------------- | ---------- | -------------- | ---------------- | ------------------------------------------- |
| 1 | Заљубљена у краља       | Џејмс Кент | Ема Фрост      | 16. јун 2013.    | 5,33                                        |
| Године 1463. пожуда између ланкастерске девојке и краља из династије Јорк завршава се тајним венчањем и новом краљицом Енглеске. Али две жене нису одушевљене тиме и заветују се да ће је смакнути с престола. |                         |            |                |                  |                                             |
| 2 | Цена моћи               | Џејмс Кент | Ема Фрост      | 23. јун 2013.    | 5,70                                        |
| Прелепа Елизабета прелази пут од крунисане краљице до сурове реалности живота на престолу кад Ворвик затражи освету због завођења краља Едварда.                                                               |                         |            |                |                  |                                             |
| 3 | Олуја                   | Џејмс Кент | Ема Фрост      | 30. јун 2013.    | 5,32                                        |
| Ожалошћена Елизабета смишља савршен преврат да врати краља Едварда кући. Али још опасности вреба кад њени љубоморни супарници испланирају да окончају његову владавину.                                        |                         |            |                |                  |                                             |
| 4 | Зла краљица             | Џејми Пејн | Лиса Макги     | 7. јул 2013.     | 5,00                                        |
| Стари непријатељи склапају нова савезништва док потрага лорда Ворвика за моћи достиже очајничке размере. |                         |            |                |                  |                                             |
| 5 | Рат из прве руке        | Џејми Пејн | Малколм Кембел | 14. јул 2013.    | 4,56                                        |
| Сукобљене жене постају још љући непријатељи кад краљица Елизабет, Ана Невил и Маргарет Бофорт изблиза осете бруталност бојног поља.                                                                            |                         |            |                |                  |                                             |
| 6 | Љубав и смрт            | Џејми Пејн | Никол Тејлор   | 21. јул 2013.    | 4.59                                        |
| Ана се удаје из љубави, Маргарет због политичке користи, а краљица Елизабет двапут пати од сломљеног срца. |                         |            |                |                  |                                             |
| 7 | Отров и вино малварзија | Колин Тиг  | Ема Фрост      | 28. јул 2013.    | 4,58                                        |
| Ана Невил је у центру пажње кад параноја почне да разједа њену породицу. Страх и смртоносни напитак могу да учине да сви почну да падају као муве.                                                             |                         |            |                |                  |                                             |
| 8 | Живео краљ              | Колин Тиг  | Малколм Кембел | 4. август 2013.  | 4,35                                        |
| Мрачни дани су пред краљем Едвардом док сви кључни играчи кују завере и чак убијају људе да би дошли до тога да их ословљавају са „његово или њено величанство”.                                               |                         |            |                |                  |                                             |
| 9 | Принчеви у Тауеру       | Колин Тиг  | Ема Фрост      | 11. август 2013. | 4,16                                        |
| Почиње опасна шаховска игра док Маргарет и краљица Елизабет кују заверу против треће жене и одлучују о судбини принчева Едварда и Ричарда.                                                                     |                         |            |                |                  |                                             |
| 10 | Последња битка          | Колин Тиг  | Ема Фрост      | 18. август 2013. | 4,41                                        |
| Дошавши до краја свог пута, Ана, краљица Елизабет и Маргарет стварају нову генерацију која ће варати, манипулисати и заводити да би дошла на енглески престо.                                                  |                         |            |                |                  |                                             |

## Спошљање везе
- Званични веб-сајт
- Бела краљица на веб-сајту  (језик: енглески)